# Visar Morina
Pour les articles homonymes, voir Morina.
Visar Morina, né à Pristina (Kosovo) en 1979, est un scénariste et réalisateur albanais du Kosovo.

## Biographie
Son film Babai est sélectionné pour le Kosovo à la 88e cérémonie des Oscars (2016) dans la catégorie Oscar du meilleur film en langue étrangère.
Son film Exil remporte le Cœur de Sarajevo du meilleur film au Festival du film de Sarajevo 2020.

## Filmographie

### Au cinéma (comme réalisateur et scénariste)
- 2010 : Der Schübling (court métrage)
- 2013 : Von Hunden und Tapeten (court métrage)
- 2015 : Babai
- 2020 : Exil

## Distinctions
En plus d'avoir été nommé six fois, Visar Morina a remporté pour ses trois premiers films un total de sept prix lors de festivals de cinéma internationaux.
- Festival du film de Sarajevo 2020 : Cœur de Sarajevo du meilleur film pour Exile